# Benjamin Matschke
Benjamin „Ben“ Matschke (* 19. Juli 1982 in Heilbronn) ist ein deutscher Handballtrainer und ehemaliger Handballspieler.

## Karriere

### Als Spieler
Benjamin Matschke spielte als Kind zunächst Fußball beim VfR Heilbronn. Sein Handballtalent wurde beim Schulwettbewerb Jugend trainiert für Olympia entdeckt. Seine Handballkarriere begann im B-Jugend-Alter beim TSV Weinsberg. Mit 17 Jahren debütierte Matschke dort bei den Aktiven. Drei Jahre lang spielte er in Weinsberg unter Trainer Thomas König in der Oberliga. Gemeinsam mit König wechselte er 2003 zum TV Kornwestheim in die 2. Handball-Bundesliga. In der Saison 2004/05 spielte Matschke mit einem Zweitspielrecht für den VfL Pfullingen in der Handball-Bundesliga. Nach der Fusion von Kornwestheim mit der TSG Oßweil spielte der 1,89 Meter große rechte Rückraumspieler in der Saison 2006/07 für die HBR Ludwigsburg. Ab 2007 sollte Matschke für den Nachfolgeverein SVK Salamander Stuttgart spielen. Da der Verein aber vor Beginn der Saison 2007/08 Insolvenz anmelden musste, wechselte Matschke im Juli 2007 zur TSG Friesenheim. Als Spieler feierte Matschke in der Saison 2009/10 die Meisterschaft in der zweiten Bundesliga Süd. Das bedeutete auch den erstmaligen Aufstieg des Vereins in die 1. Handball-Bundesliga. Nach einer Saison mussten die Ludwigshafener Handballer 2010/11 das Oberhaus aber wieder als Absteiger verlassen. Als Kapitän der Friesenheimer musste Matschke seine Spielerkarriere nach zwei Kreuzbandrissen innerhalb von zehn Monaten im Jahr 2012 beenden.

### Als Trainer
Nach dem Ende seiner Spielerkarriere wurde Matschke ab Januar 2013 Cheftrainer beim TV Hochdorf in der 3. Liga Staffel Süd. Am letzten Spieltag der Saison 2013/14 gelang der Klassenerhalt. In den beiden folgenden Spielzeiten 2013/14 und 2014/15 führte Matschke Hochdorf jeweils auf Platz drei.
Im Juni 2015 wechselte Matschke als Cheftrainer zum damaligen Bundesliga-Absteiger TSG Friesenheim. Bereits im ersten Jahr als Cheftrainer in Ludwigshafen verpasste er den direkten Wiederaufstieg nur knapp. Das Team belegte in der Saison 2015/16 den vierten Platz. Ein Jahr darauf gelang den „Eulen“ mit einem dritten Platz der Aufstieg in die 1. Handball-Bundesliga. Nach dem bis dahin größten Erfolg als Trainer folgte das erste Jahr als Bundesliga-Coach. In einem Herzschlagfinale konnte das Team am letzten Spieltag der Saison 2017/18, mit einem Punkt Vorsprung, zum ersten Mal in der Vereinsgeschichte, den Klassenerhalt feiern. Auch in der Saison 2018/19 gelang in einem Herzschlagfinale am letzten Spieltag der erneute Klassenerhalt. Im Dezember 2019 verlängerte Matschke seinen Vertrag bei den Eulen ligaunabhängig ohne feste Vertragslaufzeit. In der aufgrund der Covid19-Pandemie abgebrochenen Saison 2019/20 lag Matschkes Team zum Zeitpunkt des Abbruchs nach 27 Spielen auf dem vorletzten Platz. Da es wegen des vorzeitigen Abbruchs aber keine sportlichen Absteiger gab, konnten die Eulen zum dritten Mal in Folge die Klasse halten.
Nach der Saison 2020/21 beendete er seine Tätigkeit bei den Eulen. Ab Sommer 2021 übernahm als Nachfolger von Kai Wandschneider das Traineramt bei der HSG Wetzlar. Im November 2022 wurde Matschke von seinen Aufgaben als Trainer freigestellt. Seit der Saison 2024/25 trainiert er FRISCH AUF! Göppingen. Seit Sommer 2025 übt er zusätzlich das Amt des Sportlichen Leiters aus.

### Erfolge
- 2010: Meister in der 2. Bundesliga Süd, Erstligaaufstieg als Spieler
- 2017: 3. Platz in der 2. Bundesliga, Erstligaaufstieg als Trainer
- 2018: 16. Platz in der Handball-Bundesliga, erstmaliger Klassenerhalt in der höchsten Spielklasse
- 2019: 16. Platz in der Handball-Bundesliga, erneuter Klassenerhalt in der höchsten Spielklasse[13]

### Ehrungen
- 2018 – Trainer des Jahres (Landessportbund Rheinland-Pfalz)

## Sonstiges
Matschke wuchs gemeinsam mit seinen fünf jüngeren Geschwistern in Obersulm auf. Sein Abitur machte er am Justinus-Kerner-Gymnasium in Weinsberg. Später studierte er parallel zu seiner Spielerkarriere Sport und Betriebswirtschaftslehre an der Universität Stuttgart. Neben seinem Traineramt bei den Eulen Ludwigshafen ist er zwei Tage in der Woche Lehrer für Sport und Wirtschaft an einem Gymnasium in Schwetzingen.
Matschke ist verheiratet, hat eine Tochter und einen Sohn.